# 宁商总会
宁商总会，是老上海的一座影响巨大的商业会所，由沪上宁波籍的实业界人士所创立，属地方性商业会所，一直存在到上海解放前夕，原址位于今上海云南路。“宁”即指宁波，虽然宁波现较多地简称作“甬”，而南京较多地简称作“宁”。

## 历史
宁商总会始创于清朝末年，在辛亥革命上海起义爆发前已存在。宁商总会创始人一般认为是虞洽卿、陈其美和朱葆三。其中虞洽卿和朱葆三为在上海的宁波籍巨商，陈其美籍贯浙江湖州，是反清革命党的领袖。辛亥革命前夕，活动在上海的很多宁波籍商人加入同盟会，大力支持孙中山辛亥革命，捐巨资资助起义，并提供私人住所和房产为革命党人的活动场所。
虞洽卿在上海同盟会秘密会所结识陈其美等革命党人。虞洽卿一次资助革命党经费8000银元。虞洽卿之后与朱葆三等宁波籍上海资本家在上海公共租界内创立“宁商总会”。初为反清革命党人提供秘密集会的场所，很多辛亥革命领袖都曾在会所内讨论革命机要，并藏身躲避清政府的搜捕。
因为宁商总会会所地址位于上海公共租界内，虞洽卿、朱葆三等宁波籍巨商特别出资于英国政府机构注册，使宁商总会具有“特别照会”，即使租界当局亦无权力进行搜查，保证了革命党人的安全。宁商总会因此持有香港政府注册、上海公共租界工部局第一号总部总会执照（又称“特别照会”）。上海公共租界巡捕房未经会审公廨之批准，亦无权力搜捕宁商总会。陈其美因此而受到保护。
朱葆三与宁波人陆维镛、虞芗山一起创立了“商界共和团”。陆维镛为上海总商会会董，出口同业公会发起人。虞芗山为上海实业家，并是虞洽卿族人。商界共和团是清朝末年第一个反清的资本主义性质的私人武装团体。

## 著名人物
- 创始人：虞洽卿、陈其美、朱葆三。
- 会董/理事：包达三等。